# Xã Maple Ridge, Quận Beltrami, Minnesota
Xã Maple Ridge (tiếng Anh: Maple Ridge Township) là một xã thuộc quận Beltrami, tiểu bang Minnesota, Hoa Kỳ. Năm 2010, dân số của xã này là 104 người.